# Stenodus
Stenodus es un género de peces de la familia salmónidos. Son peces teleósteos de agua dulce que habitan en ríos que desembocan en el océano Ártico y en ríos tributarios del mar Caspio. Anatómicamente y genéticamente emparentados con los corégonos de la misma subfamilia, de cuerpo más esbelto.
Son especies de escasa pesca comercial pero que presentan un gran potencial su cultivo en acuicultura, con un gran interés en pesca deportiva.

## Especies
Hasta fechas recientes se consideraba un género monoespecífico con subespecies, pero más recientemente se consideran las siguientes dos especies válidas en este género:
- † Stenodus leucichthys (Güldenstädt, 1772) - Extinguido en la vida salvaje, aún presente en cautividad.[7]
- Stenodus nelma (Pallas, 1773)